# Kovakövi karácsony
A Kovakövi karácsony (Frédi, a Télapó a Frédi és Béni: Karácsonyi harácsoló című DVD-n, Flintstone-ék, a karácsony megmentői a VHS-kiadáson) a Frédi és Béni, avagy a két kőkorszaki szaki című sorozat karácsonyi témájú epizódja, amelyet Amerikában 1964. december 25-én sugároztak az ABC csatornán. Ebben a részben Kovakövi Frédi átveszi a Télapó szerepét karácsonykor.
Az epizódot három karácsonyi témájú különkiadás követte: Kőkorszaki karácsony (1977), A Flintstone Family Christmas (1993) és Frédi és Béni: Karácsonyi harácsoló (1994). Magyarországon DVD-n és VHS-kazettán is kiadták.

## Szereplők
| Szereplő       | Eredeti hang    | Magyar hang               | Magyar hang               |
| Szereplő       | Eredeti hang    | 1. magyar változat (1993) | 2. magyar változat (2004) |
| -------------- | --------------- | ------------------------- | ------------------------- |
| Kovakövi Frédi | Alan Reed       | Kránitz Lajos             | Papp János                |
| Kavicsi Béni   | Mel Blanc       | Kerekes József            | Mikó István               |
| Dínó           | Mel Blanc       | Bartucz Attila            | Szokol Péter              |
| Kovakövi Vilma | Jean Vander Pyl | Kocsis Mariann            | Für Anikó                 |
| Kovakövi Enikő | Jean Vander Pyl | Somlai Edina              | Biró Anikó                |
| Kavicsi Irma   | Gerry Johnson   | Jani Ildikó               | Pogány Judit              |
| Kavicsi Benőke | Don Messick     | N/A                       | Molnár Levente            |
| Mikulás        | Hal Smith       | Simon György              | Szélyes Imre              |

## Elérhetőség
Magyarországon a ZOOM Kft. 1994-ben kiadta az epizódot Flintstone-ék, a karácsony megmentői címmel, a kazettán még a Maci Laci ajándéka című film található meg. Az epizódot a Warner Home Video DVD-n kiadta új szinkronnal 2006. október 5-én a Frédi és Béni, avagy a két kőkorszaki szaki: A teljes ötödik évad részeként, továbbá 2006. december 15-én a Frédi és Béni: Karácsonyi harácsoló című különkiadással is megjelent azonos lemezen.

## Megjegyzés
A VHS-kazettán a következő cím szerepel: Flintstonék, a Karácsony megmentői, azonban ez a A magyar helyesírás szabályai szempontjából helytelen írásmód.